# Medulin
Medulin (italiensk: Medolino) er en by i det sydlige Istrien, Kroatien. Byens befolkning er på 2.598 mennesker (2007). I månederne juli og august bliver befolkningen forøget til over 10.000 mennesker, grundet en stor turisme som kommer til byen – som er kendt for sine campingpladser og sin kyst. Byens økonomi er således baseret på turismen.